# アンヘル・ラフィタ
アンヘル・ラフィタ・カスティージョ（Ángel Lafita Castillo、1984年8月7日 - ）は、スペイン・サラゴサ出身の元サッカー選手。現役時代のポジションはMF（サイドハーフ、ウイング）。

## 経歴
レアル・サラゴサの下部組織出身。2005年8月28日のアトレティコ・マドリード戦でデビューした。2006-07シーズンは主力選手として、クラブのUEFAカップ出場権獲得に貢献した。2007年夏にデポルティーボ・ラ・コルーニャにレンタルされ、3試合連続得点などでUEFAインタートトカップ出場権の7位にはいるクラブを支えた。2008年、デポルティーボに完全移籍した。11月のレアル・ベティス戦で2得点するなど、好調なチームの中で得点源として活躍した。
2009年7月、サラゴサがいくらかの買い戻し金を支払ってラフィタを買い戻そうとしたが、デポルティーボは買い戻し金は350万ユーロに上るとしてサラゴサの金額を拒否した。8月29日のレアル・マドリード戦にはデポルティーボの選手として出場したが、移籍期間が終了した9月1日にはサラゴサ、デポルティーボともにラフィタを支配下登録選手として主張し、9月22日には裁判が行われた。9月17日にラフィタはサラゴサに到着してチームと合流し。10月18日のラシン・サンタンデール戦で移籍後初出場した。

## 家族
叔父と父親と弟はプロサッカー選手である。叔父のフランシスコ・ビリャローヤはレアル・マドリードやデポルティーボ・ラ・コルーニャでプレーし、スペイン代表として1990年のイタリアW杯に出場した。父親のフアン・ラフィータ (Juan Lafita) はアンドラCFでプレーした。弟のナチョ・ラフィータもレアル・サラゴサの下部組織出身であり、SDウエスカなどでプレーした。